# Međurečje (Ivanjica)
Međurečje (Servisch cyrillisch Међуречје) is een plaats in de Servische gemeente Ivanjica. De plaats telt 156 inwoners (2002).